# Oyndarfjørður
Oyndarfjørður er en færøsk bygd på Eysturoy's østkyst ved fjorden med samme navn.
Kommunen Oyndarfjørður bestod kun af samme bygd. Den 1. januar 2005 blev kommunen sammenlagt med Runavík kommune.
De fleste huse ligger samlet i en klynge, enkelte ligger spredt mod syd. Skolen er fra 1959. Missionshuset blev bygget i 1944.

## Historie
Bygden er sandsynligvis grundlagt i landnamstiden.
Skriftlige kilder fra 1300-tallet fortæller, at bygden også var en større bygd længere tilbage i tiden. Stednavnet kendes fra ca. 1400 som Oyndarfirðir, sandsynligvis af mandsnavnet Øyvindur og færøsk fjørður 'fjord'.
Ved stranden neden for bygden findes de to Rinkusteinarnir (rokkestenene), som af bølgerne sættes i bevægelse. For at se om de bevæger sig, er der bundet et tov fra stenene til fastlandet, så man kan følge bevægelserne. Sagnet fortæller, at der var en gammel troldkvinde i Oyndarfjorður, der forbandede to sørøverskibe, så de blev til sten og for evig tid skulle stå ved strandkanten og rokke hvileløst frem og tilbage.

## Kirken
Oyndarfjarðar kirkja er en typisk færøske trækirke med græstag fra 1838. Det er en hvidmalet, rektangulær træbygningf lodrette brædder. Græstaget var tidligere lagt på birkebark, men er nu lagt på bølgeblik. Altertavlen er malet i 1839 af Christoffer Wilhelm Eckersberg forstillende Gethsemane. Under loftet hænger to kirkeskibe. Det ene er en færøbåd, mens det andet er sluppen "Silverlinning". Som andre gamle kirkelandsbyer har denne kirke en såkaldt 'kisteskrænt' ved kysten, som blev brugt til at læsse kister på både.

## Personer tilknyttet Oyndarfjørður
- Magnus Heinason (1548 – 18. januar 1589) – Færøsk søhelt.
- Andrias Petersen (1947-2019) var en færøsk læge og politiker.

## Galleri
- Oyndarfjørður
- Fjorden Oyndarfjørður
- Oyndarfjørður
- Rinkusteinar

## Eksterne henvisninge ogkilder
- faroeisland.dk
- www.trap5.lex.dk
- Oyndarfjørður Kirke

62°16′36.5″N 06°51′10.5″V / 62.276806°N 6.852917°V
|  | Infoboks uden skabelon Denne artikel har en infoboks dannet af en tabel eller tilsvarende. |